# Thuidium frontinoae
Thuidium frontinoae là một loài rêu trong họ Thuidiaceae. Loài này được (Müll. Hal.) A. Jaeger mô tả khoa học đầu tiên năm 1878.